# Märtyrer von Gorkum

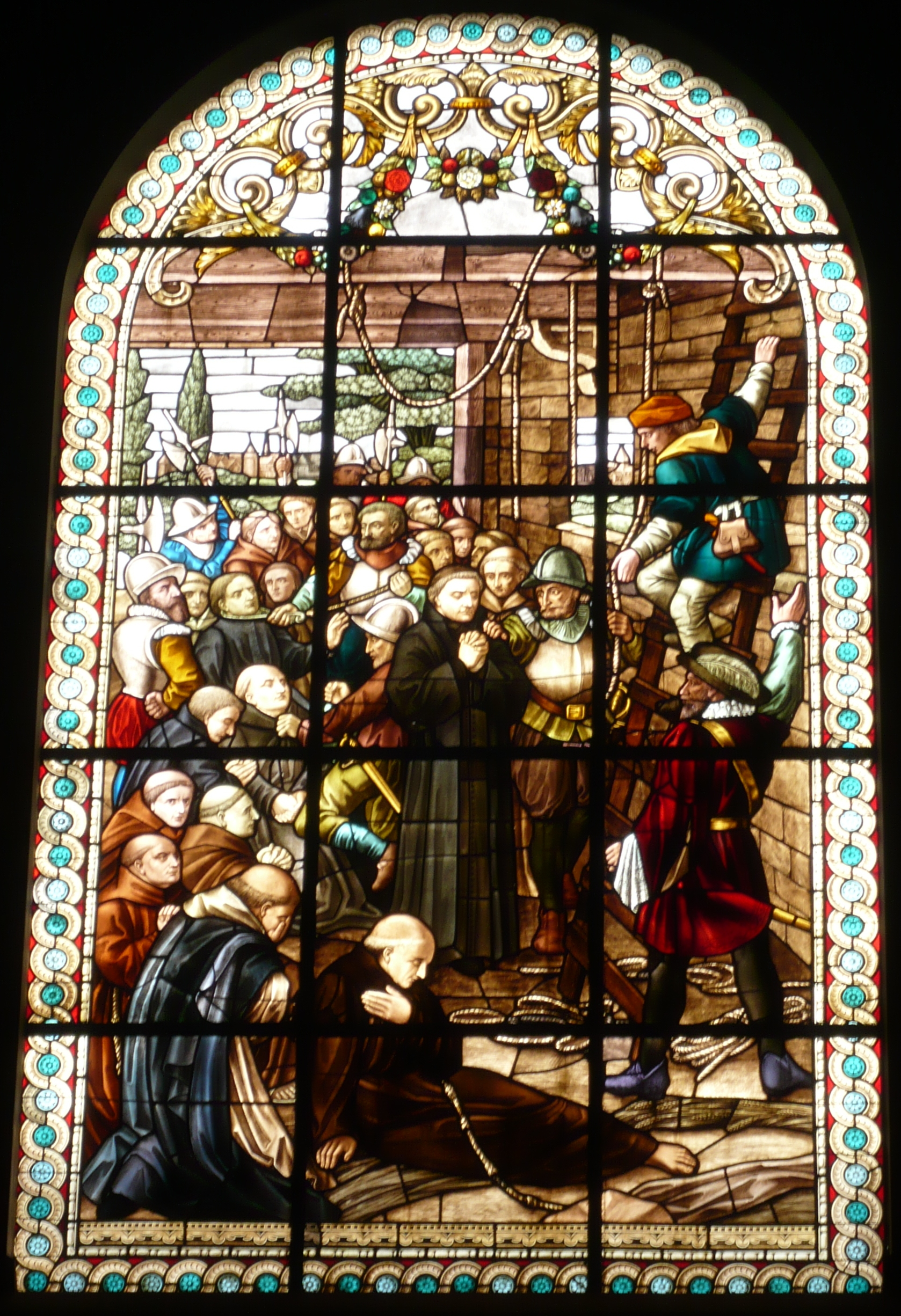
Jules Dobbelaere (1859–1916): Hinrichtung der Märtyrer von Gorkum, Bleiglasfenster in St. Josef, Haarlem

Die Märtyrer von Gorkum sind eine Gruppe von 19 größtenteils niederländischen katholischen Priestern und Ordensleuten, die 1572 in Gorkum von calvinistischen Geusen gefangen genommen und nach Misshandlungen und Folterungen in Brielle gehängt wurden. Sie zählen zu den Heiligen der katholischen Kirche; ihr Gedenktag ist der 9. Juli.

## Geschichte
1568 begann der Achtzigjährige Krieg, in dem die protestantischen Niederländer die spanische, katholische Herrschaft Philipps II. abzuschütteln suchten. Am 1. April 1572 eroberten die Geusen unter Wilhelm II. von der Mark, genannt Lumey, dem Beauftragten Wilhelms von Oranien, von See aus die Stadt Brielle, danach weite Teile der Provinzen Zeeland und Holland. Im Juni fiel auch Gorkum (Gorinchem). Dort befanden sich außer dem Stadtklerus und dem Franziskanerkonvent weitere Welt- und Ordenspriester aus dem Umland. Alle wurden am 26. Juni ins Gorkumer Gefängnis gebracht und dort bis zum 6. Juli mit schweren Misshandlungen unter Druck gesetzt, die Realpräsenz Jesu Christi in der Eucharistie und den Primat des Papstes zu leugnen. Da sie – mit Ausnahme des Kanonikers Pontus Heuterus – nicht widerriefen, wurden sie in einem Schautransport nach Brielle gebracht, dort erneut verhört und gefoltert und am 9. Juli auf Befehl Wilhelms von der Mark gehängt. Dieser missachtete dabei eine briefliche Anordnung Wilhelms von Oranien, Priester und Ordensleute unbehelligt zu lassen, die ihn zuvor noch erreicht hatte. Die verstümmelten Leichen wurden in einen Graben geworfen.

## Verehrung

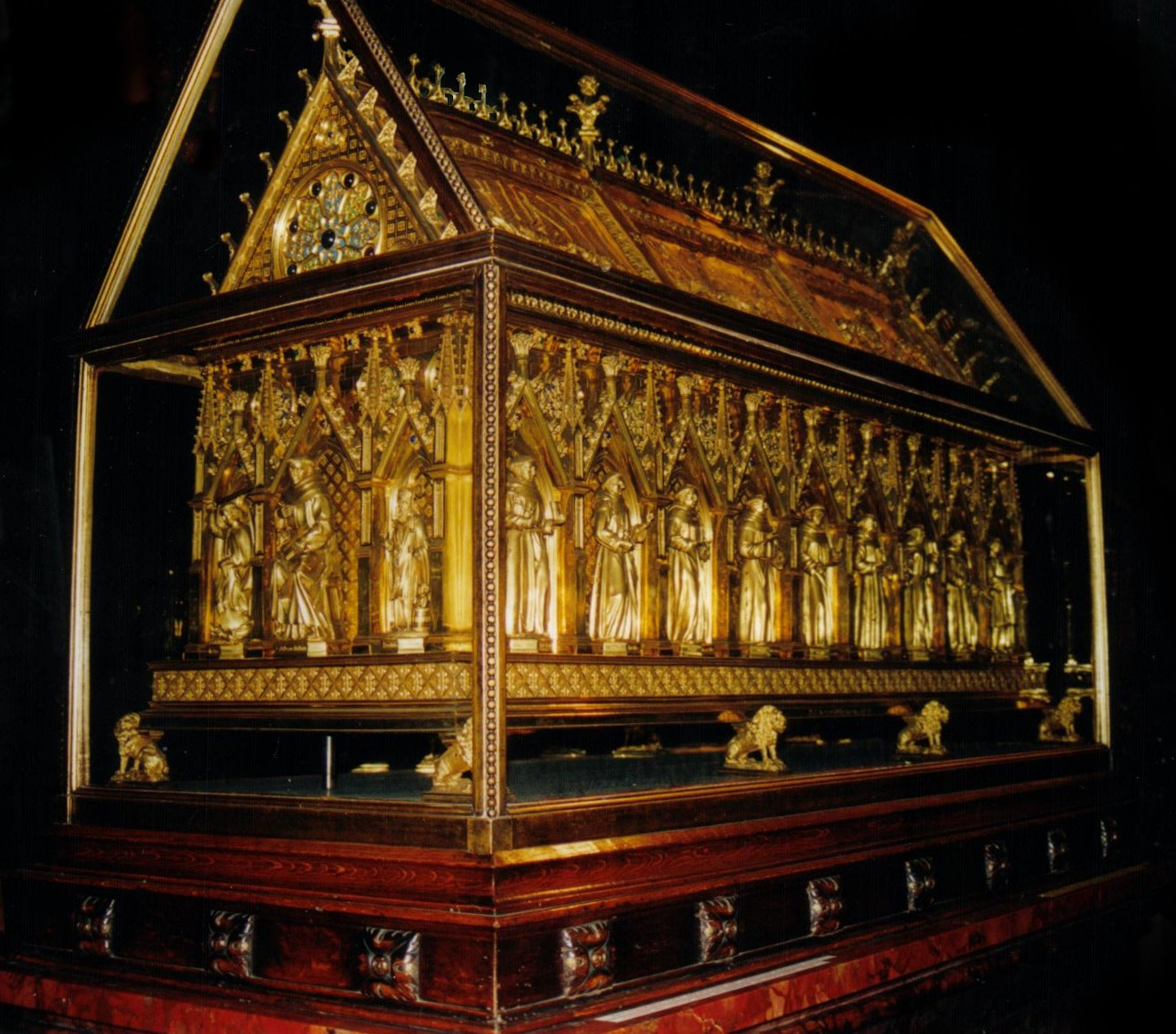
Brüsseler Reliquienschrein

Bald wurde von Wundern am Ort des Martyriums erzählt. Ein Teil der sterblichen Überreste wurde 1616 heimlich nach Brüssel ins dortige Franziskanerkloster gebracht. Am 24. November 1675 sprach Papst Clemens X. die Märtyrer von Gorkum selig, am 29. Juni 1867 erfolgte die Heiligsprechung durch Pius IX. Die Brüsseler Reliquien aus dem während der Französischen Revolution aufgehobenen Franziskanerkloster wurden in der nahegelegenen St.-Nikolaus-Kirche in einem neugotischen Goldschrein geborgen.

## Die Märtyrer

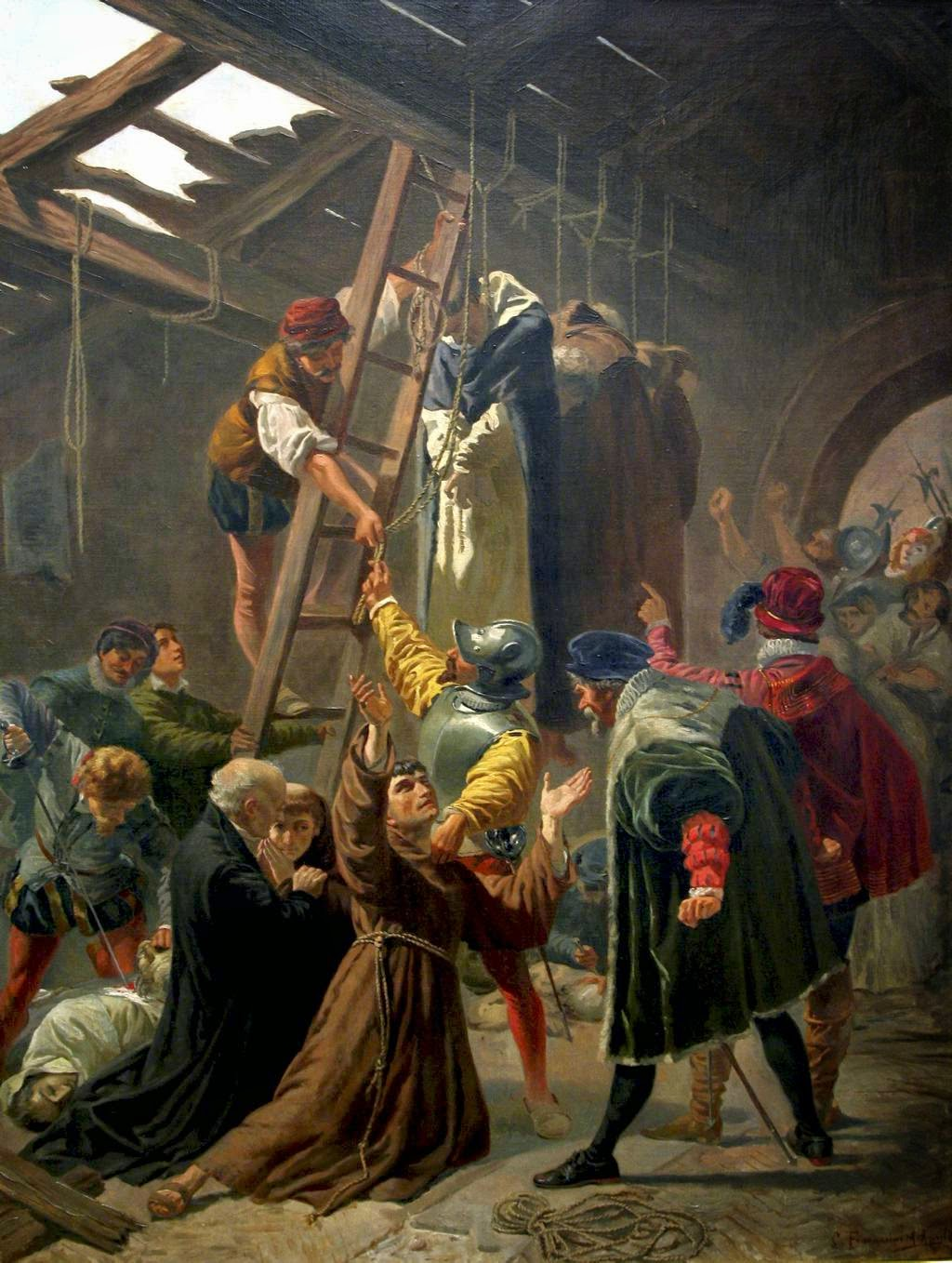
Gemälde „Die Hinrichtung der Märtyrer in Den Briel“ (Cesare Fracassini, 1867)

### Franziskaner

#### Priester
- Nicolaas Pieck, Guardian
- Hieronymus van Weert
- Theodor van der Eem
- Nicasius Janssen
- Willehad de Deen (Däne)
- Godefridus van Melver
- Antonius van Hoornaar
- Antonius van Weert
- Franciscus de Roy

#### Laienbrüder
- Petrus van der Slagmolen
- Cornelis van Wijk

### Augustinerchorherr
- Johannes Lenaerts

### Dominikaner
- Johannes von Köln

### Prämonstratenser
- Adrianus Janssen
- Jacobus Lacops

### Weltpriester
- Leonardus Veghel
- Nicolas Poppel
- Godefridus van Duynen
- Andreas Wouters